# Karl Schumacher
Karl Emil Martin Schumacher, född 14 oktober 1860 i Dühren, död 17 april 1934 i Bad Mergentheim, var en tysk arkeolog. 
Schumacher var från 1901 professor och direktör för Römisch-Germanisches Zentralmuseum i Mainz. Han bidrog mycket till utforskandet av sydvästra Tysklands förhistoria och var en av redaktörerna för "Prähistorische Zeitschrift".